# Steven Meisel
Steven Meisel (sinh năm 1954) là một nhiếp ảnh gia thời trang người Mỹ, nổi tiếng với những bức hình ông chụp cho tạp chí Vogue Mỹ và Ý và cho cô bạn Madonna trong quyển sách ảnh Sex của cô năm 1992. Ông được xem là một trong những nhiếp ảnh gia thành công nhất trong giới thời trang, thường xuyên chụp cho cả Vogue Mỹ và Ý, và gần đây là W (cũng do Condé Nast xuất bản).

## Tiểu sử
Ngay từ lúc còn nhỏ, ông đã trở nên thích thú, đam mê với vẻ đẹp của phụ nữ. Lúc đó, Meisel sẽ không chơi đồ chơi, mà thay vào đó, ông luôn lấy bút vẽ hình phụ nữ. Ông thường say mê những quyển tạp chí như Vogue và Harper's Bazaar và xem đó là nguồn cảm hứng cho những bức tranh mà mình vẽ. Meisel mơ màng đến những người phụ nữ của giới thượng lưu như Gloria Rubio y Alatorre và Babe Paley, họ được ông xem là đại diện cho cái đẹp và sự quý phái. Mẹ và chị gái của ông cũng là những hình tượng đặc biệt.
Ông say mê với những người mẫu như Twiggy, Veruschka, và Jean Shrimpton, lúc 12 tuổi ông nhờ các cô bạn gái của mình gọi điện đến công ty quản lý người mẫu và, bằng cách giả vờ là thư ký của Richard Avedon, để nhận những bộ hình mới nhất của những người mẫu đó. Để gặp bằng được người mẫu nổi tiếng Twiggy, Meisel 12 tuổi đã đứng ở ngoài đợi cô tại studio của Melvin Sokolsky.
Ông theo học tại trường Nghệ thuật và Thiết kế tại New York và Parsons, nơi ông học rất nhiều ngành nhưng, theo một cuộc phỏng vấn với Ingrid Sischy cho Vogue Paris, ông chuyên về minh họa thời trang.

## Sự nghiệp
Một trong những công việc đầu tiên của Meisel là minh họa thời trang cho nhà thiết kế Halston. Đồng thời, ông cũng dạy vẽ tại trường Parsons. Meisel chưa bao giờ nghĩ ông sẽ trở thành một nhiếp ảnh gia. Ông rất thích những nhà nhiếp ảnh Jerry Schatzberg, Irving Penn, Richard Avedon và Bert Stern. Ông cảm thấy rằng minh họa thời trang quá lỗi thời và đến với nhiếp ảnh, một phương tiện bền vững lâu dài.  Sau đó, khi đang vẽ minh họa cho tờ Women's Wear Daily, ông đến công ty quản lý người mẫu Elite nơi Oscar Reyes, người rất thích những bức hình ông vẽ, yêu cầu ông chụp hình cho một số cô người mẫu tại đó. Meisel thường chụp họ tại căn hộ của ông tại Gramercy Park hoặc ngay trên đường: vào những ngày trong tuần thì ông làm việc cho Women's Wear Daily, còn cuối tuần thì làm việc với những người mẫu. Trong số đó có Phoebe Cates. Khi một số người mẫu đem hình của họ đến tạp chí Seventeen thì những người tại đó ngay lập tức gọi cho Meisel và hỏi nếu như ông muốn làm việc cho họ.
Hiện giờ Meisel làm việc cho rất nhiều tạp chí thời trang, trong đó có Vogue Mỹ và đặc biệt là Vogue Ý, tạp chí mà ông đã chụp tất cả trang bìa trong suốt hai thập niên qua.
Meisel cũng chụp hình bìa cho album và đĩa đơn nổi tiếng, gồm có hai album được RIAA chứng nhận đĩa kim cương là Like a Virgin của Madonna năm 1984 và Daydream của Mariah Carey năm 1995. Hình chụp của ông còn được thấy trên bìa đĩa đơn Bad Girl (một tấm hình khỏa thân) và phiên bản Anh của đĩa đơn Fever (một tấm hình bán khỏa thân) của Madonna, và Fantasy của Mariah Carey (một tấm hình được cắt ra từ bìa album Daydream).

### Các chiến dịch quảng cáo thời trang
Meisel đã chụp hình quảng cáo cho các thương hiệu như Versace, Valentino, Dolce & Gabbana, Louis Vuitton và Calvin Klein (các chiến dịch cho hãng này của ông thường hay gây tranh cãi). Meisel cũng chụp cho Prada suốt các mùa từ năm 2004. Vào tháng 4 năm 2008, ông chụp Madonna cho tờ Vanity Fair, và sau đó trong năm, ông chụp cô cho chiến dịch quảng cáo xuân hè 2009 của Louis Vuitton tại Skylight Studio.
Ông là bạn thân của nhà thiết kế Anna Sui, ông cũng chụp một số hình quảng cáo cho hãng của bà, mặc dù Sui rất hiếm sử dụng quảng cáo. Ông cũng thường xuyên làm việc với Pascal Dangin.

### Ảnh hưởng
Là một trong những nhiếp ảnh gia quyền lực nhất trong giới thời trang, Meisel còn nổi tiếng với việc khám phá ra rất nhiều người mẫu nổi tiếng, trong đó có Linda Evangelista, Naomi Campbell, Nadège du Bospertus, Christy Turlington, Kristen McMenamy, Amber Valletta, Snejana Onopka, Iris Strubegger, Lara Stone, Coco Rocha, Caroline Trentini, Liya Kebede, Karen Elson, Doutzen Kroes, và Raquel Zimmerman, đưa họ đến với danh vọng bằng cách thường xuyên cho họ lên Vogue và các chiến dịch thời trang, thường là cho Prada, một trong những chiến dịch được khao khát nhất trong giới thời trang. Tầm ảnh hưởng và cách đào tạo của ông dường như cũng kéo dài sự nghiệp của các người mẫu cũ. Ông dùng quyền lực của mình để tạo ra một ấn phẩm của Vogue chỉ đăng hình của các người mẫu da đen. Số này được phát hành vào tháng 7 năm 2008 nhằm phê phán sự phân biệt chủng tộc được thấy trong thời trang gần đây. Ông cũng dựng nên sự nghiệp cho Ross Van Der Heide, một nhà thiết kế thời trang trẻ, bằng cách cho Anna Sui xem những tác phẩm của anh.
Ông đưa rất nhiều người mẫu đến với thời trang, nổi bật nhất khi ông thuyết phục người mẫu Anh Karen Elson cạo lông mày và điều này đem lại cho cô nickname 'Le Freak'.
Meisel thường xuyên là nguồn lực tiềm ẩn cho sự nghiệp của những người làm việc với ông trong những buổi chụp hình cho Vogue; các nhà tạo mẫu tóc như Oribe Canales, Garren, Orlando Pita và Guido Palau, và các chuyên gia trang điểm François Nars, Laura Mercier, Pat McGrath và Kevyn Aucoin. Sự thành công của họ cũng một phần nhờ vào ông.

### Anna và Franca
Meisel đã từng là "đệ tử" của Franca Sozzani và Anna Wintour, lần lượt là tổng biên tập của Vogue Ý và Mỹ. Đối với Franca, ông chụp trang bìa cho tất cả các ấn phẩm, điều này hầu như chưa được nghe đến trong giới thời trang.
Meisel thường tạo nên những tác phẩm gây tranh cãi, bằng cách đem thời trang hòa trộn cùng với các sự kiện chính trị và các tiêu chuẩn xã hội. Điển hình là trong số tháng 9 năm 2006 của Vogue Ý, Meisel lấy ý tưởng là quyền tự do bị hạn chế gắt gao sau sự kiện 11/9 của Mỹ, với các cô người mẫu là những kẻ khủng bố và cảnh sát chuyên nghiệp. Nó gây xôn xao trong giới báo chí, vì trong đó có hình ảnh các người mẫu bị đối xử rất tàn nhẫn. Những người bênh vực bình quyền cho phụ nữ đưa ra các ý kiến tiêu cực khi thấy vai trò của phụ nữ bị đè nén bởi đàn ông.
Công ty quản lý Art + Commerce đại diện Steven Meisel trong việc sử dụng hình ảnh và quảng cáo.

### Đời sống riêng tư
Meisel nổi tiếng với việc hiếm khi cho phép phỏng vấn hay chụp hình. Tuy nhiên, trong một số trường hợp, ông được phỏng vấn bởi Ingrid Sischy cho Vogue Pháp. Năm sau đó, Meisel đồng ý trả lời phỏng vấn cho tờ 032c của Pierre-Alexandre de Looz. Bài báo mang tên "Who is Steven Meisel?" (Steven Meisel là ai?),  được đính kèm cùng với 14 trang gập in hình tất cả các trang bìa mà ông chụp cho Vogue Ý trong vòng 20 năm.

## Album
Meisel là một trong số ít các nhiếp ảnh gia nổi tiếng mà chưa phát hành một quyển sách nào cho các tác phẩm của mình. Chỉ duy nhất có một quyển in một số các bức hình ông đã chụp mang tên Steven Meisel được phát hành bởi nhà xuất bản teNeues của Đức vào năm 2003, đến nay đã được bán hết.